# 艾尔姆胡尔特市镇

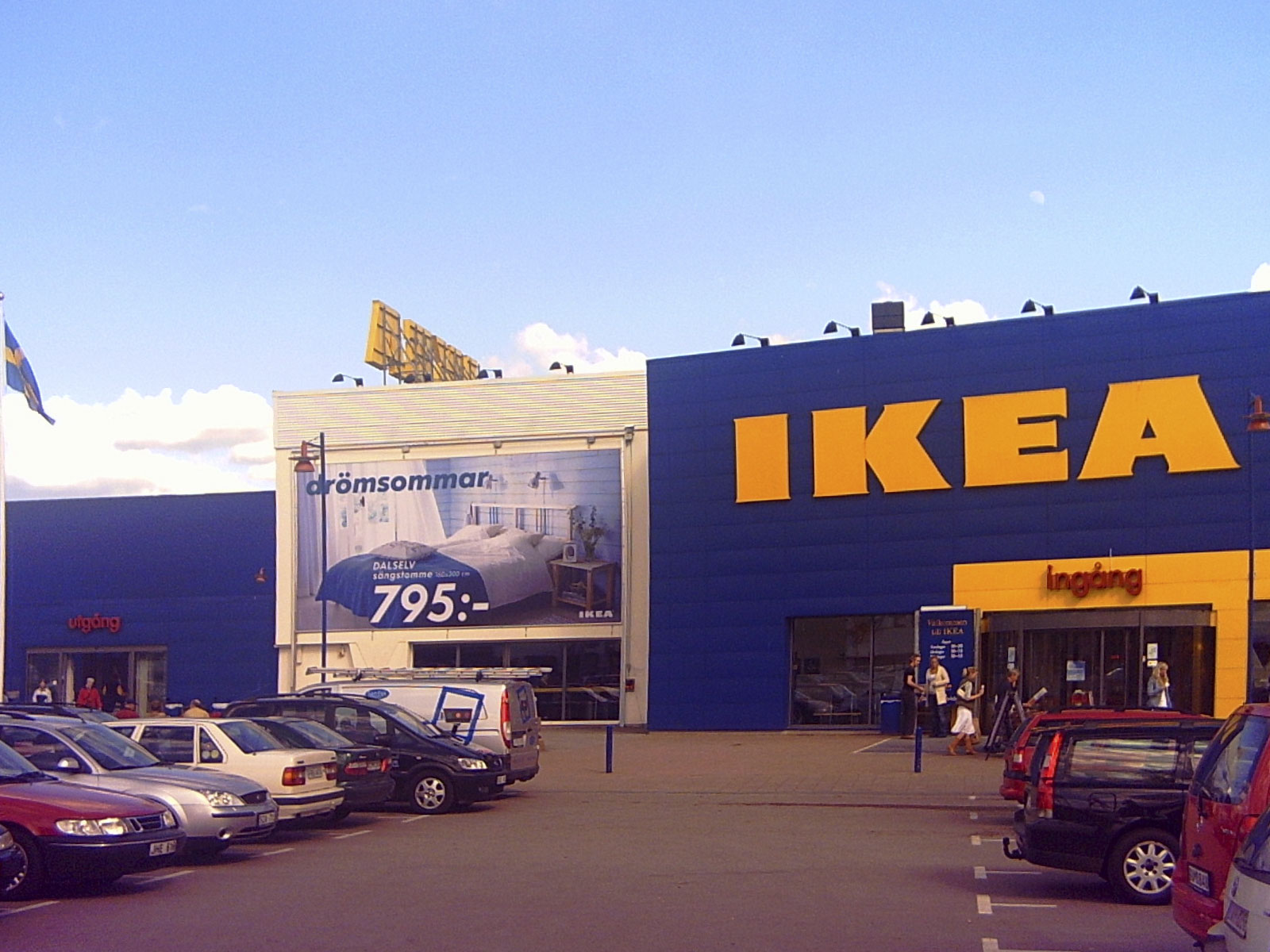
艾尔姆胡尔特市镇的宜家店，摄于2005年

艾尔姆胡尔特市镇（瑞典語：Älmhults kommun）是瑞典南部克鲁努贝里省的一个市镇。其治所位于艾尔姆胡尔特。
英瓦尔·坎普拉德在艾尔姆胡尔特开办了他的第一家宜家店。英瓦尔成长于该市镇的Agunnaryd镇。